# نقارين
نقارين  قرية سوريّة تتبع إداريّاً لمحافظة حلب منطقة جبل سمعان ناحية حريتان، بلغ تعداد سكانها 423 نسمة حسب التعداد السكاني لعام 2004.